# Transmission Voie-Machine
Transmission Voie-Machine（TVM: 英語にするとtrack-to-train transmission）は、フランスの高速鉄道TGV用の高速新線LGV（Ligne à Grande Vitesse、高速線の意）で用いられている信号システム、運転保安装置である。

## 概要
LGVの信号システムは在来線のものとはかなり異なっている。TGVは高速で走行するため、通常の路側信号機を見て運転士が運転することは難しく、TVMと呼ばれる自動化されたシステムが使用されている。情報はレールを通して電気信号として列車に伝送される。車両の下に設置されているアンテナが信号を受信し、車上のコンピュータが処理して、運転席に設置された装置を通じて運転士に目標速度や進行/停止の指示を伝えるようになっている。ただし、このシステムでは運転士は排除されておらず、運転士が誤った時に安全に列車を停止させる装置として設計されている。

閉塞区間の境界を示す標識

線路は、およそ1,500mごとに閉塞区間に分割され、その境界は青地に黄色の三角を描いた標識で示されている。運転席の装置には、現在の区間で許容される最高速度と、前方の線形に基づいて計算された目標速度が表示される。許容される最高速度は、前方の列車までのおよその距離（先行列車後端に接近するにつれて区間ごとに許容最高速度は下がる）、分岐点の位置、速度制限、列車自体の最高速度、LGV区間の終点までの距離といった要素によって決まる。列車は通常1つの閉塞区間の長さで止まることはできないので、停車地点の数区間前から減速する指示が運転士に出されるようになっている。
LGVでは、TVM-430とTVM-300という2つのTVMが使用されている。新しいTVM-430は、英仏海峡トンネルとベルギーへと通じるLGV北線に最初に設置され、TVM-300より詳細な情報を提供している。さらに、TVM-430では連続的な速度制御曲線を計算して、緊急に列車を止めなければならない事態が発生した時に、運転士が効果的に減速することができるようにしている。
TVMは許容信号方式であり、運転士は他の列車が在線している閉塞区間に許可を得ずに列車を進入させることができる。この場合の制限速度は30km/hで、35km/hを超えると非常ブレーキが動作して列車が停止する。閉塞区間の入口を示す標識に"NF"の標識が一緒に取り付けられていた場合は、その区間は許容信号ではなく、運転士は列車を進行させる前に指令センター（Poste d'Aiguillage et de Régulation）の許可を取らなければならない。進路が設定されたり、指令センターが許可を出したりした時には、閉塞区間入口標識の上に取り付けられた白いランプが点灯して運転士に知らせる。それを見て運転士は、列車の制御盤にあるボタンを押して確認する。この操作をしなければ、NF標識の脇に設置されているループ回線の上を通過した時点で非常ブレーキが作動する。
列車がLGVに進入・進出する際には、在来線との接続地点に設置されているループ回線の上を通過することで、運転台の表示を適切な信号システムのものに切り替えるようになっている。例えばLGVから在来線へ列車が出る時には、TVM信号システムを終了させて代わりに在来線用のKVB（Contrôle Vitesse par Balise、英語にするとbeacon speed control）が起動される。
TVMはフランスのCSEEグループによって開発された。世界で最も先進的な信号システムの1つである。しかしながら、リレーのような旧態依然とした部品に頼っているということも事実である。

## 動作原理
TVM-430には、地上装置と車上装置の2つの構成要素がある。どちらもMC68020マイクロプロセッサ（初期のMacintoshに使用されていたものと同じ）を使用し、Adaでプログラミングされている。高い冗長性を確保し、危険な状態をもたらす故障を起こす平均年数は100万年を超えると見積もられている。
TVM-430の地上装置は、線路脇の箱の中に設置されており、1つで約15kmの距離、約10の閉塞区間を管理している。各装置はその路線の列車集中制御装置（CTC）と結ばれている。各閉塞区間はそれぞれ軌道回路を構成している。信号情報はレールに流されている交流の信号電流に重畳して送信される。TVM-430では4つの搬送波周波数が使用されており、複線のそれぞれの線路で2つずつの周波数が交互に使用されている。1つの線路では1,700Hzと2,300Hz、もう1つの線路では2,000Hzと2,600Hzが組み合わせて使用される。この搬送波周波数で27の可聴周波数を変調し、周波数の組み合わせが1つの信号現示に対応している。TVM-300では18の周波数を使い、1つの周波数が1つの信号現示に対応していた。各閉塞区間には送信装置と反対側に受信装置が設置され、列車の車輪によって短絡されたりレールが破損したりして信号電流が途絶えると、その区間に列車が在線していると判断される。軌道回路の境界では、50Hzの走行用電流はそのまま流しつつ、信号電流が隣に流れ込むことを防ぐ絶縁継手が設置されている。技術的な仕様はUM71軌道回路として定義されている。
レールに流れている信号電流は、TGV車両の前頭部の下、先頭の車軸からおよそ1メートル前に設置されたアンテナで検知される。このアンテナはレールに流れる交流信号電流との電磁的な結合で動作している。1本の列車には冗長性を考慮して、両側に2つずつ全部で4つのアンテナが搭載されている。そのうち進行方向前側にある2つが実際に使用される。検知された信号電流は車上の2つの冗長なデジタルシグナルプロセッサで処理される。
復号された信号は27ビットの情報になっており、それぞれのビットが搬送波で変調されている27の可聴周波数に対応している。この情報は以下に示す順序のいくつかのフィールドで構成されている。
速度コード
速度コードには、現在の区間の最高許容速度、現在の区間の終わりでの目標速度、次の区間の終わりでの目標速度の3つの速度情報を含んでいる。それぞれ6つの異なる値を取ることができ、例えば高速新線では標準的な減速曲線に対応して300km/h、270km/h、230km/h、170km/h、80km/h、0km/hになっている。
勾配情報
その区間全体の平均勾配情報。これにより車上の信号システムコンピュータが制限速度を計算する際に勾配を考慮することができる。
閉塞長
閉塞長は場所によりかなり異なるので、制限速度を計算する際に重要である。平坦な高速新線では、閉塞長は最大の1,500mあり、英仏海峡トンネルの入口付近ではその10分の1程度しかない。
ネットワークコード
速度コードを車上コンピュータがどのように解釈すべきかを指定する数値。例えば、最高速度が300km/hの高速新線と、最高速度が160km/hの英仏海峡トンネルでは、異なるネットワークコードが指定されている。ユーロスターは高速新線と英仏海峡トンネルの両方を運行するので、この情報が必要となる。
エラーチェックコード
27ビットの情報全体の整合性を確認するコード。情報が誤っていた場合、それを検出できるのみならず、場合によっては訂正することもできる。エラーチェックコードは6ビットの巡回冗長検査（CRC）となっている。
これらの27ビットの情報が、TVM-430の車上コンピュータへの入力となる。古いTVMでは、目標速度は閉塞境界でのみ更新され、階段状の減速となって、運転士が操作する時のように連続的な減速はできなかった。閉塞長や路線の情報が付け加えられたことで、TVM-430では連続的に変化する目標速度を車上コンピュータで計算することができるようになりより現実的な加速・減速曲線を描くことができるようになった。、
軌道回路からの情報で動作するTVM-430の連続速度制御に加えて、レールの間に設置された誘導ループ回線から車両の下に設置されたセンサーへ情報を送信することもできる。TVM-430と同じ周波数符号化の原理で、400km/h走行時でも地上子から28ビットの情報を送信できる。路線の速度に応じて地上子の大きさは異なり、7mと4.5mの2つの長さがある。この地上子はBSP（boucle sans ponctuel、英語ではIntermittent Transmission Loops 断続伝送ループ）と呼ばれている。地上子は2つの半ループからなり、125kHzと62.5kHzの搬送波周波数の位相偏移変調（PSK）で情報を伝送する。以下のような情報が伝送される。
- 高速新線区間への進入と進出
- TVM-430システムの起動と終了
- トンネル進入前の空調通風口の閉鎖
- パンタグラフの上げ下げ
- 電源電圧の変更

航空機のブラックボックスと同じような記録装置が全ての状況を記録している。TVM-430を備えた編成では、古い画像式の記録装置はATESSデジタル記録システムに置き換えられている。運転士の全ての操作と信号現示（TVM-430、KVB、在来線の信号等）は磁気テープに記録され、後にコンピュータで解析できるようになっている。
VACMAと呼ばれる装置が、運転士の意識レベルをチェックしている。TGVを走らせるには、運転士が一定時間VACMA装置を押し下げておく必要がある。一定期間VACMA装置に触れないでいるとブザーが鳴り、さらに応答がないと自動的にブレーキが掛かる。

## 表示装置
TGVの運転席の中央、フロントガラス下に、2つまたは3つの列の表示装置が設置されている。このディスプレイに現在の区間とその次の区間の目標速度が数値で、色分けされた背景の上に表示される。路線の最高速度は緑地に黒の数字で表示され、より低い速度現示は黒地に白の数字で表示され、停止現示は赤地に"000"の表示となる。ディスプレイの下には速度計が設置されており、連続的に目標速度と現在速度が表示される。速度は冗長性のあるタコメーターで計測され、その精度は2%となっている。目標速度と実際の速度の差の許容範囲は速度によって異なっており、高速になるほど許容差が小さくなる。例えば300km/h信号の時、コンピュータは列車が320km/hを超えた時にだけブレーキを作動させる。表示装置の様子はこちらのサイトで見ることができる。
車内の信号ディスプレイは安全上重要であるため信頼性が高くなければならない。表示装置にはリレーを使用したセンサーが組み込まれており、現在の信号現示が正しく運転士に表示されていることを信号制御コンピュータに伝えている。表示装置に問題が発生すると、自動的に列車は停止する。
運転士のストレスを軽減するため、いくつか先の閉塞区間の速度に関する情報が与えられている。先により現示の制限がきつい閉塞区間がある時、その区間に対応した速度表示装置が点滅して、運転士がその速度を考慮して制御できるようにしている。制限的な現示は非常時を除けば閉塞境界でのみ更新されるようになっている。また現示の変更の時は車内のホーンが鳴るようになっている。ただし現示の上昇は閉塞区間内のどこでも可能である。
TVM-430はとても信頼度の高いシステムで、直接列車を制御しないのは不思議に思われるかもしれないが、不慮の事態への適応性が欠けているため、人間を制御に残しておくことが望ましいと判断された。そのためTGVの運転は完全に手動で行われており、安全装置はそれを監視しているのみである。

## その他の信号システム
TVMは高速新線と英仏海峡トンネルのみで使用される。それ以外の区間では他の信号システムが使用される。全てのTGVの編成はフランスの在来線で使用されているKVBを装備している。TVMに加えて、以下のシステムが様々な組み合わせて使用されている。
- KVB: フランスの運転保安装置（地上子による電気的制御）
- ATB: オランダの運転保安装置（誘導制御）
- ATB-NG: ATBの新バージョン（同じく誘導制御）
- MEMOR: ベルギーの運転保安装置（電気的制御）
- TBL: MEMORの新バージョン（地上子による電気的制御）
- InduSi: ドイツの運転保安装置（誘導制御）
- LZB: ドイツの高速新線用運転保安装置（誘導制御）
- AWS: イギリスの運転保安装置（誘導制御）
- TPWS: AWSを補完する警報装置
- ETCS: ヨーロッパ共同の信号システム、14の装置を置き換える予定

このように様々なシステムを搭載しているため、国際運用に就くタリスやユーロスター用のTGVの信号表示装置は複雑なものとなっている。